# Strzelectwo na Letnich Igrzyskach Olimpijskich 2008 – pistolet pneumatyczny 10 m mężczyzn
Pistolet pneumatyczny na 10 metrów mężczyzn to druga konkurencja w której rozdano medale w strzelectwie i czwarta dyscyplina na całych Letnich Igrzyskach Olimpijskich w Pekinie.
Dyscyplina rozpoczęła się o godzinie 12:00 czasu miejscowego. Wtedy to rozegrano kwalifikacje do finału. Decydująca faza, która miała wyłonić mistrza olimpijskiego odbyła się o godzinie 15:00 czasu miejscowego.
W samych kwalifikacjach do finałowej serii tej konkurencji wystartowało 48 zawodników (w tym jeden Polak – Wojciech Knapik). Do finału zakwalifikowało się osiem najlepszych zawodników kwalifikacji. Jednak w tym ścisłym gronie najlepszych nie znalazł się Knapik (zajął 24. miejsce), który z maksymalnej ilości 600 punktów uzyskał 577, aby zakwalifikować się do finału potrzeba było uzyskać wynik 581. Najlepszy okazał się Pang Wei (586 punktów). Finałowa seria liczyła 10 strzałów dla każdego z uczestników, czyli 80 strzałów finałowych. Do sumy wyniku walczących zawodników w finale liczyły się także strzały z kwalifikacji.
Złoty medal zdobył reprezentant gospodarzy Chińczyk Pang Wei, który utrzymał prowadzenie z kwalifikacji. Z 10 finałowych strzałów w trzech był najlepszy, co przyczyniło się do zdobycia tytułu olimpijskiego. Drugi – Koreańczyk Jong Oh Jin zwyciężał dwukrotnie co przy wygranych kwalifikacjach dało Chińczykowi przewagę 3,7 punktu. Obrońca tytułu olimpijskiego z Aten Zhu Qinan nie wystartował.
| Lp. | Zawodnik              | Kwal. | Strzał 1 | Strzał 2 | Strzał 3 | Strzał 4 | Strzał 5 | Strzał 6 | Strzał 7 | Strzał 8 | Strzał 9 | Strzał 10 | Wynik     |
| --- | --------------------- | ----- | -------- | -------- | -------- | -------- | -------- | -------- | -------- | -------- | -------- | --------- | --------- |
| 1.  | Pang Wei              | 586   | 9,3      | 10,3     | 10,5     | 10,3     | 10,4     | 10,3     | 10,7     | 10,4     | 10,7     | 9,3       | 688,2 pkt |
| 2.  | Jong Oh Jin           | 584   | 9,5      | 9,9      | 10,6     | 10,3     | 9,4      | 10,2     | 10,1     | 10,8     | 9,9      | 9,8       | 684,5 pkt |
| 3.  | Jong Su Kim           | 584   | 9,2      | 10,2     | 10,5     | 9,9      | 10,3     | 9,5      | 10,2     | 8,9      | 10,3     | 10,0      | 683,0 pkt |
| 4.  | Jason Turner          | 583   | 8,8      | 10,4     | 10,6     | 10,1     | 10,5     | 9,5      | 9,7      | 10,8     | 8,9      | 9,7       | 682,0 pkt |
| 5.  | Brian Beaman          | 581   | 10,0     | 10,3     | 10,3     | 10,0     | 10,4     | 9,1      | 10,0     | 10,1     | 10,4     | 10,4      | 682,0 pkt |
| 6.  | Leonid Jekimow        | 582   | 10,2     | 10,3     | 8,7      | 9,8      | 10,4     | 9,5      | 9,2      | 10,0     | 10,6     | 9,8       | 680,5 pkt |
| 7.  | Marie Laure Gigon     | 581   | 9,7      | 10,3     | 9,4      | 10,7     | 9,4      | 10,3     | 9,6      | 9,2      | 10,4     | 10,3      | 680,3 pkt |
| 8.  | Jakkrit Panichpatikum | 581   | 9,9      | 9,6      | 9,2      | 9,8      | 9,7      | 10,3     | 10,4     | 9,1      | 10,8     | 9,2       | 679,0 pkt |